# 槐属
槐属（学名：Styphnolobium）是蝶形花亚科下的一个属。其学名原为Sophora，但后来被拆分出来。新的学名来自古希腊语“styphno”（干涩）和“lobion”（豆荚），指其果实的苦涩。

## 种
该属下分两个节：

### Oresbios
- Styphnolobium burseroides M. Sousa & Rudd
- Styphnolobium caudatum M. Sousa & Rudd
- Styphnolobium conzattii (Standl.) M. Sousa & Rudd
- Styphnolobium monteviridis M. Sousa & Rudd
- Styphnolobium parviflorum M. Sousa & Rudd
- Styphnolobium protantherum M. Sousa & Rudd
- Styphnolobium sporadicum M. Sousa & Rudd

### 槐節Styphnolobium
- 槐 Styphnolobium japonicum (L.) Schott